# Patrick Amory
Patrick Amory (nascido em 1965) é um historiador e um executivo da indústria fonográfica.

## Inicio da Vida
Patrick Amory nasceu em Nova York, em 10 de julho de 1965. Seu pai, o falecido Hugh Amory, observou-se como o mais "rigoroso" e "metodologicamente sofisticado" historiador do livro na América precoce. Frequentou a Escola da Comunidade de Boston, Massachusetts.

## Academia
Patrick Amory ganhou um diploma de bacharel em história pela Universidade Harvard e, posteriormente, um M. Phil. e Ph. D. na Universidade de Cambridge, em antiguidade tardia e história medieval e publicou "Povo e identidade na Itália ostrogótica, 489-554" (Cambridge, Imprensa da Universidade). O livro de Amory foi considerado uma "ilustração do recente interesse dos historiadores em etnogênese" e é descrito como "brilhante e sem piedade"" por Peter Brown. O livro tentou acabar com a teoria das invasões bárbaras e a queda do Império Romano do Ocidente, através de um estudo dos casos de reações indivíduais, na província da Itália, região central da província de cultura mediterrânea, durante um período de mudança política intensa.

## Indústria da música
Amory tinha sido ativo no rock independente desde a década de 1980. Em 1994, ele deixou a academia para trabalhar como gerente geral da Matador Records, um dos principais selos de rock independente da década de 1990. Amory, juntamente com Gerard Cosloy e Chris Lombardi na Matador Records são creditados pela busta da preservação da liberdade artística, preservando um modelo de negócios viável através de "sucesso realista". Amory viveu e trabalhou em Nova York desde 1994.